# Stepas Butautas

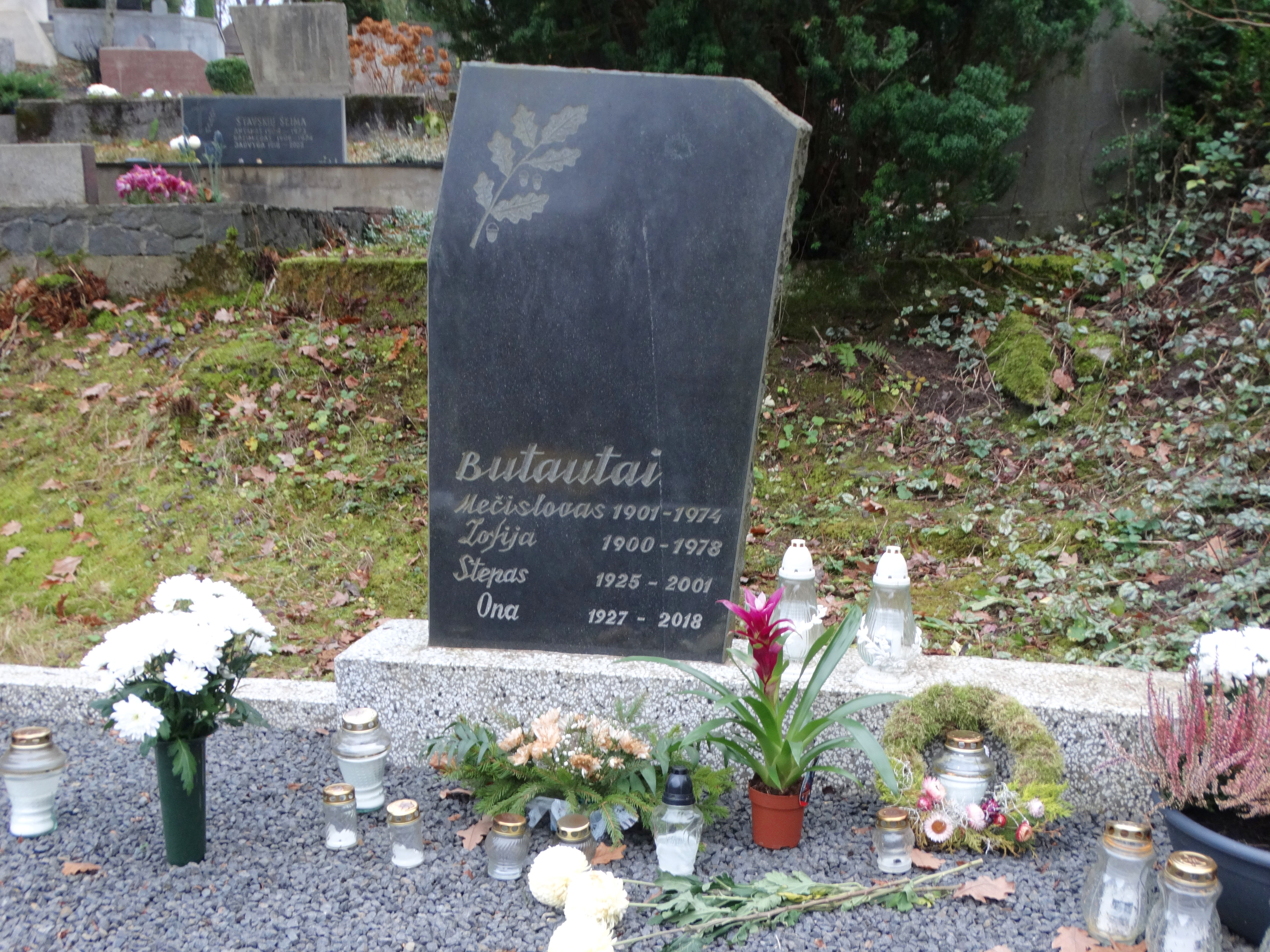
Túmulo de Stepas Butautas, cemitério de Eiguliai, Lituânia

Stepas Mechislavovich Butautas (cirílico: Степас Мечиславович Бутаутас), (Kaunas, 25 de agosto de 1925 – Kaunas, 22 de março de 2001) foi um basquetebolista e treinador de basquetebol lituano e soviético que integrou a Seleção Soviética na conquista da Medalha de Prata disputada nos XV Jogos Olímpicos de Verão em 1952 realizados em Helsínquia na Finlândia.